# Pierre de Fermat
Pierre S. de Fermat [pjêr dé fermá], francoski pravnik, matematik in fizik, * 17. avgust 1601, Beaumont-de-Lomagne pri Montaubanu, Languedoc, Francija, † 12. januar 1665, Castres pri Toulosu, Francija.

## Življenje in delo
Fermat je celo svoje življenje preživel v Toulousu. Sprva je bil advokat, pozneje pa kraljevi svetovalec v parlamentu v Toulousu. Ta visoki in ne preveč naporni uradniški položaj mu je omogočil, da se je lahko ukvarjal z matematiko. Govoril je mnogo jezikov, bil je strokovnjak za objave starogrških klasikov. Blestel je predvsem v teoriji števil. Odkril je, da je vsako naravno število vsota štirih kvadratov celih števil. Leta 1629 je napisal delo Uvod v študij ravninskih in prostorskih krivulj. V njem je enako kot Descartes obdelal analitično geometrijo v ravnini, ker pa ni mnogo objavljal se je uveljavila Descartesova misel. Leta 1636 je Fermat našel 6. par prijateljskih števil, 17296, 18416, tedaj znan šele kot drugi. (glej Leonhard Euler). Po njem se imenuje Fermatova ali parabolična spirala, ki jo je raziskoval tega leta.
Okoli leta 1637 je na rob Diofantove knjige Aritmetika (Arithmetica), katera je leta 1621 postala dostopna tistim, ki so znali latinsko, napisal, da ima čudovit dokaz za izrek, ki nosi ime po njem Fermatov veliki izrek, da diofantska enačba:
{\displaystyle x^{n}+y^{n}=z^{n}\!\,}
ni netrivialno rešljiva za {\displaystyle n\geq 3} v celih številih. Za dokaz celega izreka pa ob robu knjige ni prostora. Ta domneva je končno že dokazana splošno. Boljši opazovalci so opazili, da Fermat pozneje ni nikdar več zapisal tega izreka v vsej splošnosti, ampak le za eksponenta {\displaystyle n=3\!\,} in {\displaystyle n=4\!\,}. Torej je po vsej verjetnosti sam našel luknjo v svojem dokazu in lahko se upravičeno domneva, da je imel sicer Fermat neoporečen dokaz, in sicer z metodo neskončnega spusta, vendar le za {\displaystyle n=4\!\,}. Okoli 100 let pozneje je Euler ugotovil pravilnost domneve pri {\displaystyle n=3\!\,}. Eksponent {\displaystyle n=5\!\,} sta rešila skoraj istočasno Dirichlet leta 1828 in Legendre leta 1830. Njuno dokazovanje je bilo precej zapleteno. Leta 1912 je Plemelj objavil zelo preprost dokaz za pete potence, in sicer kot lep zgled za uporabo obsega, ki se ga dobi, če se racionalnim številom doda {\displaystyle {\sqrt {5}}}. Lamé je leta 1839 skušal dokazati primer {\displaystyle n=7\!\,}, pa je napravil napako, ki jo je odpravil Lebesgue. Zares velik korak naprej je napravil Kummer leta 1847 s teorijo idealov (idealnih števil), s katero mu je uspelo dokazati pravilnost Fermatovega izreka za vsa regularna praštevila. 
Svojih rezultatov Fermat ni objavljal, pač pa jih je, brez dokazov, navajal v pismih prijateljem. Vrsto rezultatov je napisal kar ob robu svojega izvoda tega Diofantovega prevoda. Te pripombe je rešil pozabe in pozneje leta 1670 izdal njegov sin. V obrobni opazki pri Diofantu II 8 Razdelitev kvadrata naravnega števila na vsoto dveh drugih kvadratov je Fermat napisal: »Nemogoče je razdeliti kub na vsoto dveh drugih kubov, četrto potenco ali sploh katerokoli potenco, ki je višja od druge, v vsoto dveh potenc z istim eksponentom. Za to sem brez dvoma našel čudoviti dokaz, toda rob je zanj preozek.» Če je Fermat imel tak čudovit dokaz, potem se 300. letnemu intenzivnemu proučevanju ni posrečilo ta dokaz spet dobiti. Varneje je domnevati, da se je celo veliki Fermat spet zmotil. Upravičeno se lahko sklepa, da je imel dokaze za večino svojih rezultatov. Ker jih ni objavil, so se pozneje najboljši matematiki morali večkrat pošteno potruditi, da so jih dokazali. To ne zmanjšuje Fermatovih zaslug, saj njegovi izreki še danes zavzemajo pomembno mesto v teoriji števil. V drugi obrobni opazki je Fermat trdil, da se lahko praštevilo oblike {\displaystyle 4n+1\!\,} izrazi natanko na en način kot vsoto dveh kvadratov. Ta izrek je pozneje leta 1749 po 7. letih trdega dela dokazal Euler. Pri tem izreku je Fermat opisal metodo neskončnega spusta. Opisal jo je v pismu Carcaviju oktobra leta 1659.
Zelo znan je Fermatov mali izrek, ki pravi: če je {\displaystyle p\!\,}, je {\displaystyle a^{p}-a\!\,} deljivo s {\displaystyle p\!\,} za vsako naravno število {\displaystyle a\!\,}, manjše od {\displaystyle p\!\,}. V pismu leta 1640 se je pojavil v obliki, da je {\displaystyle a^{p-1}-1\!\,} deljivo s {\displaystyle p\!\,}, kadar je {\displaystyle p\!\,} seveda praštevilo in je {\displaystyle a\!\,} tuje proti {\displaystyle p\!\,}. Fermat je prišel na osnovno zamisel tega izreka okoli leta 1636. Ta izrek se da dokazati na elementaren način, na primer z matematično indukcijo z uporabo binomskega izreka. Z njegovim izrekom se lahko preskuša ali je število {\displaystyle n\!\,} praštevilo. Izračuna se {\displaystyle 2^{n-1}-1\!\,}. Pogleda se ali {\displaystyle n\!\,} deli to število. Če ga ne deli, {\displaystyle n\!\,} ne more biti praštevilo. Če {\displaystyle n\!\,} deli {\displaystyle 2^{n-1}-1\!\,}, je bodisi praštevilo bodisi psevdopraštevilo. Najmanjše psevdopraštevilo je 341 = 11 . 31. Pri tem zanj vseeno velja {\displaystyle 2^{341-1}-1\;{\hbox{mod}}\;341=0\!\,}. Fermatov izrek tako da za {\displaystyle n\!\,} praštevilo z veliko verjetnostjo. Psevdopraštevil je sicer neskončno, so pa precej redkeje posejana kot praštevila. Od 1000 so manjša le 3, do milijona pa jih je le 245.
Število {\displaystyle p\!\,}, ki je psevdopraštevilo za vse vrednosti {\displaystyle a\!\,}, ki so mu relativno praštevila, je Carmichaelovo število. Svoj izrek je Fermat seveda pojasnil brez dokaza. Prvi je podal dokaz Leibniz v rokopisu brez datuma, kjer je sam zapisal, da je poznal dokaz že pred letom [683. Mali Fermatov izrek je posplošil Euler: za vsak modul {\displaystyle n\!\,} in poljuben cel {\displaystyle a\!\,}, ki je tuj {\displaystyle n\!\,} ({\displaystyle n\!\,} in {\displaystyle a\!\,} nimata skupnega faktorja), velja {\displaystyle a^{\phi (n)}=1\;{\hbox{mod}}\;n\!\,}, kjer je {\displaystyle \phi (n)\!\,} Eulerjeva aritmetična funkcija. (glej Eulerjev izrek)
Leta 1640 je Fermat v pismu Mersenneu postavil domnevo, da so vsa števila oblike {\displaystyle F_{n}=2^{2^{n}}+1\!\,} praštevila, kar pa mu ni uspelo dokazati. Ko je omenil, da je vsako od števil {\displaystyle F_{0}\!\,} do {\displaystyle F_{4}\!\,} praštevilo, je zapisal: »Ugotovil sem, da so števila oblike {\displaystyle 2^{2^{n}}+1\!\,} zmeraj praštevila in sem matematike že zdavnaj seznanil z veljavnostjo tega izreka«. S protiprimerom je Euler šele leta 1732 pokazal, da je {\displaystyle F_{5}\!\,} sestavljeno. (glej Euler, Fermatovo praštevilo). Fermat je tudi prvi trdil, da ima enačba:
{\displaystyle x^{2}-ay^{2}=1\!\,,}
pri celem {\displaystyle a\!\,}, ki ni kvadrat, neskončno celoštevilskih rešitev.
V ravnino je Fermat vpeljal poševnokotni koordinatni sistem. Okoli leta 1630 je že znal določati ekstreme največje in najmanjše vrednosti polinomov. Pozneje je leta 1638 odkril, kako se lahko določi tangente na stožnice in tudi na splošnejše algebrske krivulje, dane z enačbo {\displaystyle P(x,y)=0\!\,}, kjer je {\displaystyle P\!\,} polinom spremenljivk {\displaystyle x\!\,} in {\displaystyle y\!\,}. S tem je pripravil teren za poznejše odkritje odvoda in diferencialnega računa. V metodi za iskanje ekstremov je vpeljal majhno spremembo spremenljivke v preprosti algebrski enačbi in pustil to spremembo izginiti. To metodo je leta 1658 van Waveren Hudde, amsterdamski župan, posplošil na bolj splošne algebrske krivulje. Na nekaterih njegovih osnovnih trditvah matematične analize je kasneje gradil tudi Newton.
Fermat je skupaj z Pascalom eden od začetnikov kombinatorike in verjetnostnega računa. Postopoma se je pojavilo zanimanje za probleme, ki so povezani z vprašanji verjetnosti, in to v prvi vrsti zaradi razvoja zavarovanja. Toda posebna vprašanja, ki so spodbujala velike matematike, da so o tej stvari razmišljali, so postavili plemiči, ki so igrali za denar s kockami ali kartami. Kot je rekel Poisson: »Problem, ki zadeva igre na srečo in ga je postavil neki svetovljan strogemu janzeistu, je bil izvor verjetnostnega računa.« Ta svetovljan je bil vitez de Mere; na Pascala se je obrnil z vprašanjem, ki zadeva tako imenovani probleme des points. Pascal si je začel dopisovati s Fermatom v zvezi s tem problemom in sorodnimi vprašanji in skupaj sta leta 1654 ustvarila nekatere osnove verjetnostnega računa. Raziskovala sta značilnosti figurativnih števil. Iz teh raziskovanj je Fermat našel mnogo pomembnih metod računanja verjetnosti. Postavil je Fermatovo načelo, po katerem svetloba pri lomu ali odboju potuje med dvema točkama tako, da za pot porabi najkrajši čas. Iz načela se preprosto izpelje odbojni in lomni zakon svetlobe. Optična pot, to je produkt geometrijske poti in lomnega kvocienta, ima najmanjšo možno vrednost.